# Mandatario registral de Automotores
El mandatario registral de Automotores y Créditos Prendarios, o también conocido en el medio popular como gestor de Automotores, se especializa en la inscripción de los automotores en todas las reparticiones públicas y privadas, generando y controlando la documentación obligatoria pero, sobre todo, asesorando a su mandante.

## Diferenciación con el gestor de Automotores
El mandatario brinda atención de servicios especializados al mercado automotor con derechos y obligaciones inherentes a su cargo. Cabe destacar que el mandatario es reconocido por la DNRPA bajo una matrícula profesional especial y con su incorporación al "Digesto de Normas Técnico Registrales" de la entidad, ha sido reconocida su labor.
Dentro de la Provincia de Buenos Aires, la profesión del gestor está estipulada dentro de la Ley 7193 en el marco jurisdiccional de dicha provincia, dentro de la cual el profesional debidamente matriculado puede desarrollar todas las actividades administrativas de orden provincial y municipal, presentando en cada trámite la Autorización de Gestión regulada por el Decreto 1470/87 y 2213/99.
En el marco de las leyes que regulan dicha profesión, el gestor asumira las responsabilidades civiles correspondientes.
Cabe señalar que, el gestor matriculado en la Provincia de Buenos Aires bajo la reglamentación 7193 t.o. y Ley 11998, para realizar trámites de automotor, dentro y fuera de la Jurisdicción de la Provincia, está obligado a realizarlo con matrícula de Mandatario.
Por otro lado, los autodenominados "gestores de automotores" o "mandatarios", que no estuvieran debidamente matriculados, serán reconocidos ante la DIRECCIÓN NACIONAL DE LOS REGISTROS NACIONALES DE LA PROPIEDAD DEL AUTOMOTOR Y DE CRÉDITOS PRENDARIOS (DNRPA) como "Meros Presentantes" (Titular O,Cap II, SEC 1°, art 3, inc a. Del Digesto de Normas Técnico Registrales de DNRPA)

## Historia
El Registro Nacional de la Propiedad del Automotor fue creado por el Decreto-Ley 6582/58. Su primer director fue nombrado en 1962, y la primera inscripción registral de un automotor se realizó en 1964.
Con el objeto de diferenciar las actividades entre el gestor y el mandatario, en el año 1971, se creó la primera Cámara de Mandatarios y Gestores de Trámites del Automotor y Afines de la República Argentina.
En 1975, se creó la Federación Argentina de Mandatarios (FAM), entidad que se refundó como FAMA en el año 1989, actualmente en plena actividad.
El 19 de abril de 1975 se realizó la primera reunión del Consejo Federal, que nuclea a las Cámaras y Asociaciones de Mandatarios de todo el país en la ciudad de Rosario, en la misma se resolvieron distintos asuntos de organización pero ese día, a modo de conmemoración se acordó declarar Día del Mandatario del Automotor a nivel nacional. Cabe recordar que la paulatina incorporación de tecnología ha permitido suplantar la figura del gestor, evitando así un gasto mayor.
En la actualidad es un organismo colegiado sólo en algunas provincias del país y sólo como proyecto de ser un organismo colegiado a nivel nacional.
El mandatario reconoce su génesis en el género del mandato civil legislado por el Derecho Romano que representa a terceros en cuestiones negociales y actos jurídicos relevantes, es trasvasada al Derecho Francés (Código de Napoleón de 1801). 
Fue tomado para el Código Civil de la República Argentina en los artículos 1869 al 1871 receptando la figura del mandato, su modalidad de ejercicio, su carácter oneroso, revocable, renunciable, el ejercicio del derecho de retención, el anticipo de gastos, la rendición de cuentas y muchos más. Y allí se define como profesión que defiende los intereses y derechos del tercero representado.
Siguiendo al derecho civil, el mandatario civil toma a su cargo los trámites relacionados con los automotores para posteriormente ser reconocido en el Digesto creado por la Dirección Nacional (DNRPA).

## Competencias profesionales
Asesorar al comprador y vendedor de sus derechos y obligaciones ante las Leyes y Disposiciones vigentes e inscribir ante los Registros Seccionales y Organismos recaudatorios la titularidad del bien mueble registrable y los trámites posteriores a dicha inscripción. 
Su competencia son todas las reparticiones públicas y privadas que controlan y registran los movimientos y cumplimiento de normas de inscripción, tributarias y correccionales. El mandatario automotor (matriculado) garantiza con su asistencia la transparencia y seguridad jurídica de las operaciones. Como profesional, su competencia se impone en la intervención de transacciones para instrumentar la calidad de comprador de buena fe. En consecuencia, es el virtual idóneo que cubre un vacío del Régimen Jurídico Registral de Automotores, trasmitiendo el conocimiento de la legislación vigente y da publicidad a las normas de aplicación ante los usuarios de automotores. Sin embargo, podemos afirmar que el mandatario del Automotor básicamente existe porque quienes compran o venden automotores por comodidad deciden apelan a una persona que les llene el formulario necesario y lo presente ante el registro correspondiente, por falta de tiempo o voluntad. Además, el gestor es un llenador serial de formularios, es decir, que su tarea principal es completar formularios como el famoso 08 o el 04, esta actividad tan compleja lo convierte es un profesional muy demandado en el mercado actual. 